# لینلود
لینلود (به انگلیسی: Llanelwedd) یک منطقهٔ مسکونی در بریتانیا است که در پویس واقع شده‌است. لینلود ۴۲۶ نفر جمعیت دارد.